# 下北線路街
下北線路街（しもきたせんろがい）は、2020年（令和2年）4月1日に小田急小田原線東北沢駅から世田谷代田駅までの区間の地下化に伴い、全長約1.7km、敷地面積約2万7,500平方メートルの線路跡地を開発してできた複合商業施設である。

## 概要
小田急電鉄は、小田急小田原線の代々木上原駅から梅ヶ丘駅間の鉄道地下形式による連続立体交差事業（事業者：東京都）および複々線化事業で創出された鉄道跡地約1.7ｋｍにわたるエリアを「下北線路街」として13の施設を整備した。同社は沿線住民の意見を反映する形で温泉旅館、保育園、学生寮、新たなチャレンジや個人の商いを応援する長屋、商業施設などがエリア内に誕生した。
エリア内の「BONUS TRACK」は、プロデュースを担当したスタッフによると、「ボーナス的に生まれた線路跡（トラック）」に由来し、また音楽ディスクの「ボーナストラック」の位置づけに準じて「余白のような場所として、いろんな人に、本来やりたいことをここで思う存分やってほしい」という意図も込められた命名と説明されている。スタッフは「BONUS TRUCK」のコンセプトを「商業施設というよりは、職住遊が渾然一体となった商店街であり、小さな複合型施設であり、という感じ」だとしている。
地域支援型公園「空き地」が、2020年度グッドデザイン賞受賞。

## 世田谷代田エリア
- リージア代田テラス（テラスハウス賃貸住宅）
- 東京農業大学 世田谷代田キャンパス（オープンカレッジ、アンテナショップ、カフェレストラン）
- KALDINO（テストキッチン＆カフェ）- カルディコーヒーのカフェ
- 温泉旅館 由縁別邸 代田（温泉旅館）- UDSが企画、設計、運営するホテル
- 世田谷代田 仁慈保幼園（保育園）
- BONUS TRACK（商店街） - 店舗と住宅が一体となったSOHO棟（4棟）、4店舗が入居する商業棟（1棟）の計5棟。

## 下北沢エリア
- 学生寮
- シモキタエキウエ
- 下北線路街　空き地（イベント広場）
  - 各種屋外イベントやキッチンカーによる出張販売に対応。
  - 2020年4月30日に開設した背景画像無料提供企画「小田急の背景」[7]にも5月22日に登場[注 1]。

## 東北沢エリア
- 商業施設、エンタメカフェ、都市型ホテル等が所在。商業施設 (reload) は2021年6月に[8]、エンタメカフェ (ADRIFT) とホテル (MUSTARD HOTEL SHIMOKITAZAWA) は同年9月に[9]、それぞれオープンした。